# 蕨市
蕨市（日语：／ Warabi shi */?）是日本埼玉縣東南部的城市，面積僅5.1平方公里，是全日本面積最小的市。若將區町村也算入則是日本第11小的自治體。人口7万多，人口密度為每平方公里14,675人，在全日本的城市中排名第一。若按五十音順來排列，蕨市是日本排序最后的一個市。
蕨市自古以來聚集不少中小型工廠，外籍勞工相當多，對於外國人偏見相對較少，因此不少伊朗人及庫德人在此落腳定居，並視之為第二故鄉，使得蕨市又被稱為「蕨斯坦」。2000年代後，有不少中國人移居蕨市，使蕨市成為埼玉縣的中國人居住比率最高的地區。
2002年，蕨市、鳩谷市及川口市組成協議會推動三市合併。但2004年因川口市反對協議會敲定的新市名「武南市」而退出協議會，三市合併就此破局。2011年，鳩谷市併入川口市。
2007年6月4日，日本共产党成员赖高英雄就任蕨市市长，连任至今。

## 交通

### 鐵路
東日本旅客鐵道
- 京濱東北線（東北本線）：蕨站